# Liste der Baudenkmale in Adelheidsdorf
In der Liste der Baudenkmale in Adelheidsdorf sind alle Baudenkmale der niedersächsischen Gemeinde Adelheidsdorf (Landkreis Celle) aufgelistet. Die Quelle der Baudenkmale ist der Denkmalatlas Niedersachsen. Der Stand der Liste ist der 12. April 2024.

## Allgemein
In den Spalten befinden sich folgende Informationen:
- Lage: die Adresse des Baudenkmales und die geographischen Koordinaten. Kartenansicht, um Koordinaten zu setzen. In der Kartenansicht sind Baudenkmale ohne Koordinaten mit einem roten Marker dargestellt und können in der Karte gesetzt werden. Baudenkmale ohne Bild sind mit einem blauen Marker gekennzeichnet, Baudenkmale mit Bild mit einem grünen Marker.
- Bezeichnung: Bezeichnung des Baudenkmales
- Beschreibung: die Beschreibung des Baudenkmales. Unter § 3 Abs. 2 NDSchG werden Einzeldenkmale und unter § 3 Abs. 3 NDSchG Gruppen baulicher Anlagen und deren Bestandteile ausgewiesen.
- ID: die Objekt-ID des Baudenkmales
- Bild: ein Bild des Baudenkmales, ggf. zusätzlich mit einem Link zu weiteren Fotos des Baudenkmals im Medienarchiv Wikimedia Commons. Wenn man auf das Kamerasymbol klickt, können Fotos zu Baudenkmalen aus dieser Liste hochgeladen werden:

| Lage                                                    | Bezeichnung                          | Beschreibung | ID       | Bild |
| ------------------------------------------------------- | ------------------------------------ | --- | -------- | ---- |
| Auestraße 70 52° 32′ 38″ N, 10° 2′ 12″ O                | Bahnwärterhaus                       | Bahnwärterhaus als ein ein- bis zweigeschossiger Fachwerkbau auf hohem Sockel unter flachen Satteldächern. Ostflügel zweigeschossig ausgestaltet mit südlichen Eingangs-Windfang. OG allseitig über Konsolen gestalteten Gebälk vorkragend, dortige Brüstungsfächer durchgehend mit Andreaskreuzen verstrebt. Ausfachungen in Backsteinmauerwerk, teils nachträglich verputzt. Westlich eingeschossiger Flügel mit umlaufenden Andreaskreuz-Kranz, östlich ebenfalls eingeschossiger Flügel. Dachüberstände auf profilierten Kopfwinkeln und Konsolhölzern. Separates Toilettenhäuschen. | 33731338 |      |
| Dorfstraße 3 52° 34′ 7″ N, 10° 0′ 19″ O                 | Herrenhaus                           | Inmitten des Grundstücks freistehender, zweigeschossiger Bau über annähernd quadratischen Grundriss unter differenzierter Dachlandschaft in Ziegelpfannendeckung. Massives und verputztes Erdgeschoss von 1861, 1906 um ein Fachwerkgeschoss erhöht mit Sichtabbund und verputzten Gefachen, oberer Abschluss mit einem polygonalen Fachwerk-Dachreiter mit einer in Kupferblech gedeckten Glockenhaube. Zur südöstlichen Traufseite ein achsenmittiger Risalit in Fachwerk mit vorgelagerter Freitreppe. Zur südwestlichen Traufseite eingeschossige Anbauten.                          | 33731384 |      |
| Hannoversche Straße km 1,55 52° 33′ 41″ N, 10° 3′ 31″ O | Kanalbrücke (Moorentwässerungskanal) | Kopfbauwerk eines Gewölbedurchlasses aus Ziegelmauerwerk, Anfang der 1960er Jahre zugeschüttet. Bauwerk aus 1780 wurde wieder in seinen ursprünglichen Zustand versetzt. | 33731362 | BW   |
| Hannoversche Straße km 2,65 52° 33′ 5″ N, 10° 3′ 20″ O  | Kanalbrücke (Moorentwässerungskanal) | | 43566862 | BW   |